# 類韻
類韻（るいいん、母音韻、Assonance）は、句（フレーズ）やセンテンスの中に押韻を生む母音の響きの繰り返し。頭韻や子音韻とともに詩の素材の1つである。
- Do you like blue?

この句の中には、「oo」（ou/ue）の響きが繰り返されていて、それが類韻である。
類韻は、散文以上に韻文（韻律）の特徴である。英語詩（おもに近現代の）に使われる。古フランス語、スペイン語、ケルト語派においても特に重要なものである。
- Hear the mellow wedding bells. — エドガー・アラン・ポー『鐘のうた（鐘のさまざま）』（en:The Bells）
- And murmuring of innumerable bees - アルフレッド・テニスン『The Princess（王女）』VII.203
- The crumbling thunder of seas - ロバート・ルイス・スティーヴンソン
- That solitude which suits abstruser musings - サミュエル・テイラー・コールリッジ
- Dead in da middle of little Italy, little did we know that we riddled some middle men who didn't do diddily." - Big Pun（アメリカのラッパー、en:Big Pun）
- It's hot and it's monotonous. - スティーヴン・ソンドハイムのミュージカル『Sunday in the Park with George』の1曲『It's Hot Up Here』（ en:Sunday in the Park with George）
- tunditur unda - 古代ローマの詩人ガイウス・ウァレリウス・カトゥルスの第11歌（en:Catullus 11）
- The sound of the ground is a noun. - en:somewhere

類韻は、短い詩の形式をとることが多いことわざを作る際にも使われる。エチオピアのオロモ語（en:Oromo language）の次のことわざは、1つの母音だけしか使っていない。類韻の極端な例である。
- kan mana baala, aʔlaa gaala - 大意「家には葉っぱ一つ、でもよそにはラクダ」。彼のことをよく知らない人たちの中で大きな名声を得ている人。